# União das Freguesias de Viade de Baixo e Fervidelas
Die União das Freguesias de Viade de Baixo e Fervidelas ist eine portugiesische Gemeinde (Freguesia) im Kreis (Concelho) Montalegre im Norden Portugals.

## Geschichte
Die Gemeinde entstand im Zuge der Gebietsreform vom 29. September 2013 durch die Zusammenlegung der ehemaligen Gemeinden Viade de Baixo und Fervidelas.
Viade de Baixo wurde Sitz der neuen Verwaltung.

## Demographie
| Freguesia | Freguesia                   | Freguesia | Freguesia       | ehemalige Freguesias | ehemalige Freguesias | ehemalige Freguesias | ehemalige Freguesias |
| --------- | --------------------------- | --------- | --------------- | -------------------- | -------------------- | -------------------- | -------------------- |
| Wappen    | Freguesia                   | Einwohner | Fläche in (km²) | Wappen               | Freguesia            | Einwohner            | Fläche in (km²)      |
|           | Viade de Baixo e Fervidelas | 695       | 48,31           |                      | Viade de Baixo       | 675                  | 43,05                |
|           | Viade de Baixo e Fervidelas | 695       | 48,31           | Fervidelas           | 85                   | 5,26                 |                      |